# Brunner-Effekt
Als Brunner-Effekt wird in der Schweizer Politik ein Effekt bezeichnet, der nach der gescheiterten Bundesratswahl der Gewerkschafterin Christiane Brunner am 3. März 1993 eingetreten ist. Durch die Nicht-Wahl von Brunner wurde eine kurzlebige Protestwelle der Frauen in der Schweiz ausgelöst, die mittelfristig zu einem Anstieg der Frauenanteile in Parlamenten auf kantonaler und kommunaler Ebene in der Schweiz führte.

## Vorgeschichte

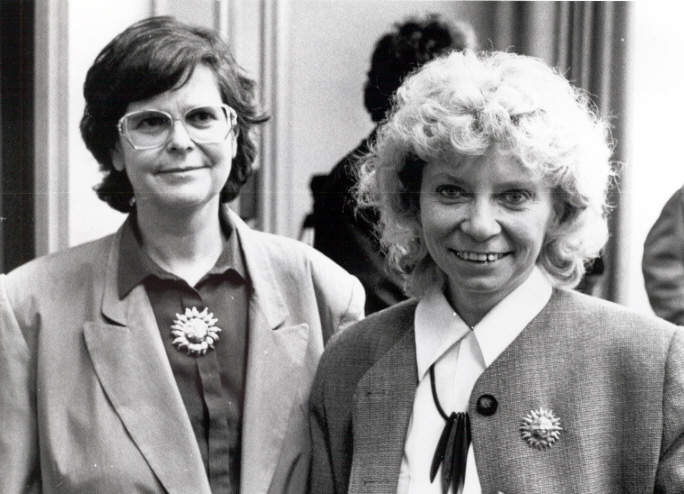
Christiane Brunner (rechts) und Ruth Dreifuss

Am 3. März 1993 wählte die Bundesversammlung statt der offiziellen Kandidatin Brunner einen Mann in den Bundesrat, was eine Protestbewegung in der Bevölkerung auslöste. Schliesslich erklärte der gewählte Francis Matthey unter dem Druck der Demonstrationen und seiner eigenen Partei die Ablehnung der Wahl. Für den am 10. März angesetzten zweiten Wahlgang ging die SP mit einer Doppelkandidatur von Brunner und Ruth Dreifuss in die Wahl. Während der Wahl demonstrierten um die 10'000 Personen auf dem Bundesplatz. Die Bundesversammlung wählte schliesslich die Gewerkschafterin Dreifuss.

## Auswirkungen
Die Ereignisse um die Nicht-Wahl von Brunner und die Personen Brunner und Dreifuss als Sympathieträgerinnen führten zu einer seit der Einführung des Frauenstimmrechts nicht mehr gesehenen Solidarisierung der Schweizer Frauen. Die zu diesem Zeitpunkt fast eingeschlafene Frauenbewegung mobilisierte sich, was zu einem Druck auf Gremien, Verbände, Gewerkschaften und Parteien führte und Frauenthemen und -forderungen wieder auf die Tagesordnung brachte. So bildete sich unmittelbar nach der Nicht-Wahl von Brunner ein Initiativkomitee «Frauen in den Bundesrat» und lancierte die Eidgenössische Volksinitiative «für eine gerechte Vertretung der Frauen in den Bundesbehörden (Initiative 3. März)», auch Quoten-Initiative genannt, über die 2000 abgestimmt wurde. Die Einführung einer Frauen-Quote auf Bundesebene (Nationalrat, Ständerat, Bundesrat und Bundesgericht) wurde mit 82 Prozent Nein-Stimmen und durch alle Stände verworfen.
Während ungefähr zwei bis drei Jahren nach den Ereignissen um die Nicht-Wahl von Brunner zeigte sich der Brunner-Effekt im Wahlverhalten der Schweizer. Anschliessend flaute er schnell wieder ab.